# Xperia 5 IV
Xperia 5 IV（エクスペリア・ファイブ・マークフォー）はソニーによって開発された、第5世代移動通信システム (5G) 対応のAndroid搭載端末である。

## 概要
2022年9月1日発表。2022年10月21日発売。
チップセット「Snapdragon 8 Gen 1」。